# Margarete Beutler

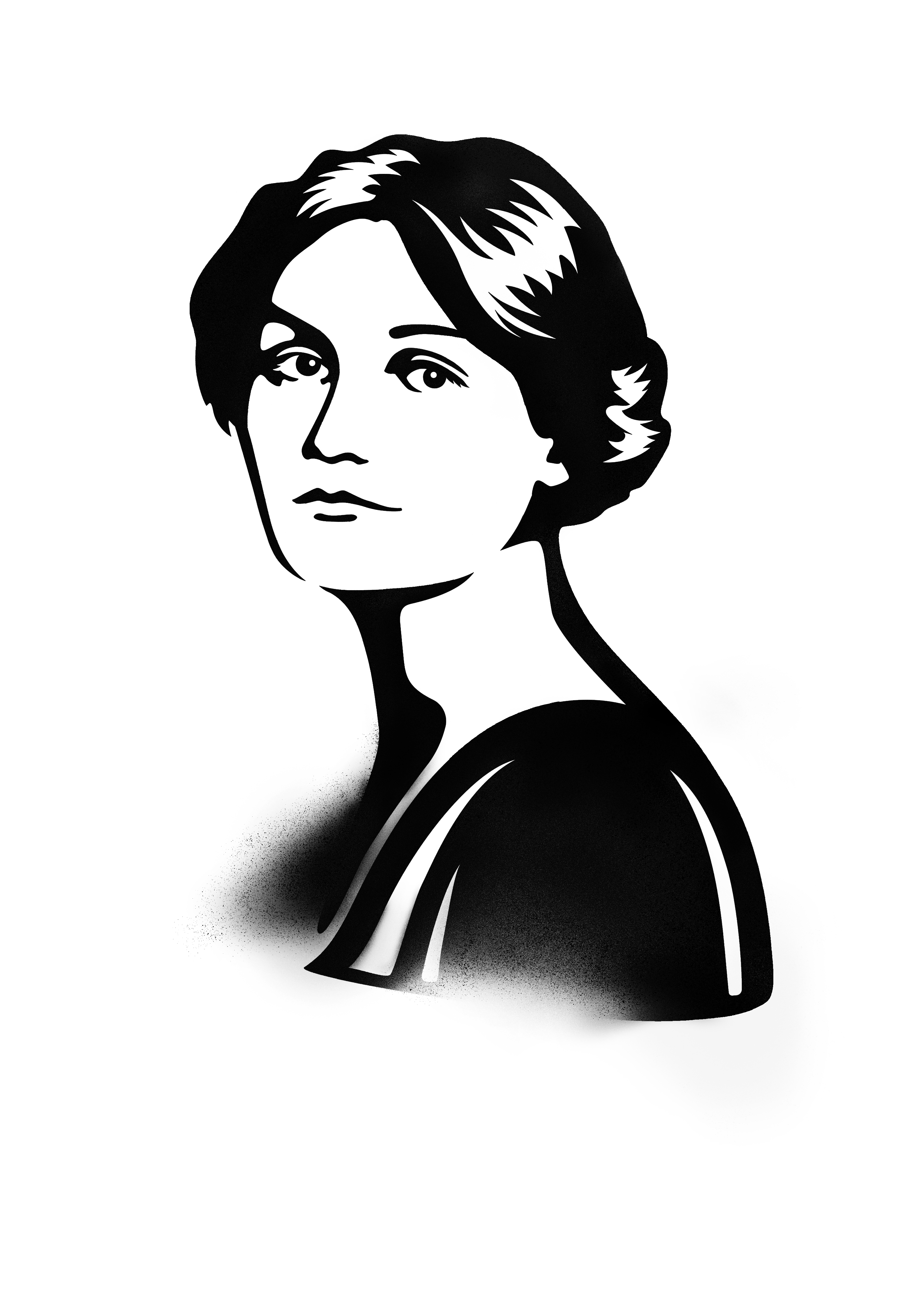
Margarete Beutler (Zeichnung, 2022)

Maria Anna Margarete Beutler (geboren am 13. Januar 1876 in Gollnow, Provinz Pommern; gestorben am 3. Juni 1949 in Gammertingen auf der Schwäbischen Alb) war eine deutsche Dichterin, Schriftstellerin und Übersetzerin.

## Leben
Margarete Beutler war die zweite Tochter von Karl Beutler und Marie Beutler, geborene Roloff. Karl Beutler, ein ehemaliger Hauptmann, war Bürgermeister in Gollnow. Die Eltern hatten sich einen Sohn gewünscht und gaben daher die einjährige Margarete zu den Großeltern der Mutter im benachbarten Naugard (heute Nowogard) in Pflege. Dort verbrachte sie ihre  Kindheit bis zum 14. Lebensjahr. Die leiblichen Eltern lernte sie erst nach dem Tod der Großmutter kennen. Die Eltern waren mit den anderen Geschwistern nach Berlin gezogen und holen sie 1890 dorthin nach. Ihre Jugend bei der Großmutter verarbeitete sie in einer Reihe von Erzählungen, die 2021 aus dem Nachlass erschienen sind.
In Berlin besuchte sie ein Lehrerinnenseminar, damals für Frauen einer der wenigen Pfade zu höherer Bildung, der zudem die Möglichkeit einer wirtschaftlich unabhängigen Existenz als Lehrerin eröffnete. Mit ungefähr 20 Jahren schloss sie diese Ausbildung ab und zog, „bewaffnet mit einer riesengroßen Sehnsucht und einem ungeheuren Mute, in die Welt.“ Ihr erster literarischer Beitrag erschien am 4. Dezember 1897 in der Münchner Zeitschrift Simplicissimus. Der noch ganz unbekannte Thomas Mann arbeitete damals als Redakteur beim Simplicissimus und forderte das „Fräulein Beutler“ auf, weitere Arbeiten einzuschicken.
Am 23. August 1900 wurde Beutlers Sohn Peter Claus geboren. Sie weigerte sich zeitlebens, den Vater des Kindes zu benennen, ähnlich wie ihre Zeitgenossin Franziska zu Reventlow, die sich auch stets weigerte, den Vater ihres Sohnes Rolf anzugeben. Und ähnlich wie Reventlow wurde sie damit zur Heldin der sogenannten „freien Mutterschaft“. In Bezug auf Beutlers Gedichte schrieb Erich Mühsam:

„Sie ist die Sängerin der freien Mutterschaft. Mit dichterischem Können gibt sie in den Versen dem Gefühl der Mutter Ausdruck, die mit den sozialen Vorurteilen der Gesellschaft gebrochen hat und ihr Kind, das Kind der Liebe, stolz und frei vor aller Welt hochhält.“

In Berlin wurde Beutler Teil der Bohème und trat in Cabarets und Clubs mit Lesungen ihrer Gedichte auf, zum Beispiel bei den literarischen Abenden des 1902 von Peter Hille zusammen mit Erich Mühsam, Richard Dehmel, Otto Julius Bierbaum und Else Lasker-Schüler gegründeten Cabarets Zum Peter Hille. Zusammen mit Lasker-Schüler, Hans Ostwald und Ernst von Wolzogen gehörte sie der künstlerisch-literarischen Vereinigung Die Kommenden an.
Neben den Genannten lernte sie auch viele andere der Boheme-Szene verbundene Autoren wie Marie Madeleine und Paul Scheerbart kennen.

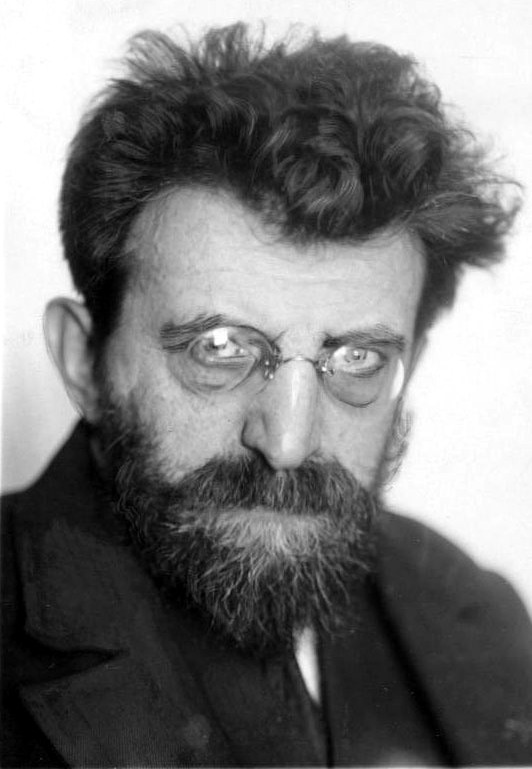
Erich Mühsam (1928)

Der 1900 aus Lübeck nach Berlin übersiedelte Apothekersohn Erich Mühsam verliebte sich „glühend“ in die 2 Jahre ältere Beutler und schrieb über ihre Kommenden-Lesungen im Nollendorf-Casino in der Kleiststraße:

„Die bedeutendste Erscheinung unter den jungen Dichterinnen, die bei den Kommenden in eigener Person vor ihr Werk traten, war außer Else Lasker-Schüler ohne Zweifel Margarete Beutler, deren frohes Bekennen zur freien Mutterschaft zu jener Zeit noch Mut erforderte und deren prachtvolle Bilder aus dem Norden Berlins zum Besten gehören, was die soziale Lyrik überhaupt besitzt.“

Die Liebesbeziehung währte nicht lange, Beutler und Mühsam blieben jedoch bis zu Mühsams Ermordung durch die Nazis in Freundschaft verbunden.
Beutler führte Mühsam in die Kreise der Berliner Bohème ein und verschaffte ihm Kontakte zu den Kommenden und zur Neuen Gemeinschaft,  einer frühen anarchistisch-kommunistischen Berliner Kommune. Der von Mühsam erwähnte Gedichtzyklus Bilder aus dem Norden Berlins erschien in Beutlers erstem, schlicht Gedichte betitelten Gedichtband 1902 bei Moritz Lilienthal. Beutlers naturalistisch geprägte Lyrik erregt einige Aufmerksamkeit. Sie selbst charakterisiert den Gedichtzyklus als die „erste[n] von einer Frau in Deutschland veröffentlichten socialen Texte.“ Mühsam apostrophiert Beutler als eine Lyrikerin, der „die erschütternde Tragik des Erdenjammers das Wort aus der Seele reißt.“
Und in Hanns Heinz Ewers’ Führer durch die moderne Literatur von 1906  bescheinigte Mühsam ihr freundlich, dass sie sich mit ihren Versen „über den Durchschnitt der modernen Frauenlyrik erhebt.“
Gedichte aus dem Band sind auch in Hans Ostwalds Sammlung Lieder aus dem Rinnstein aufgenommen worden.

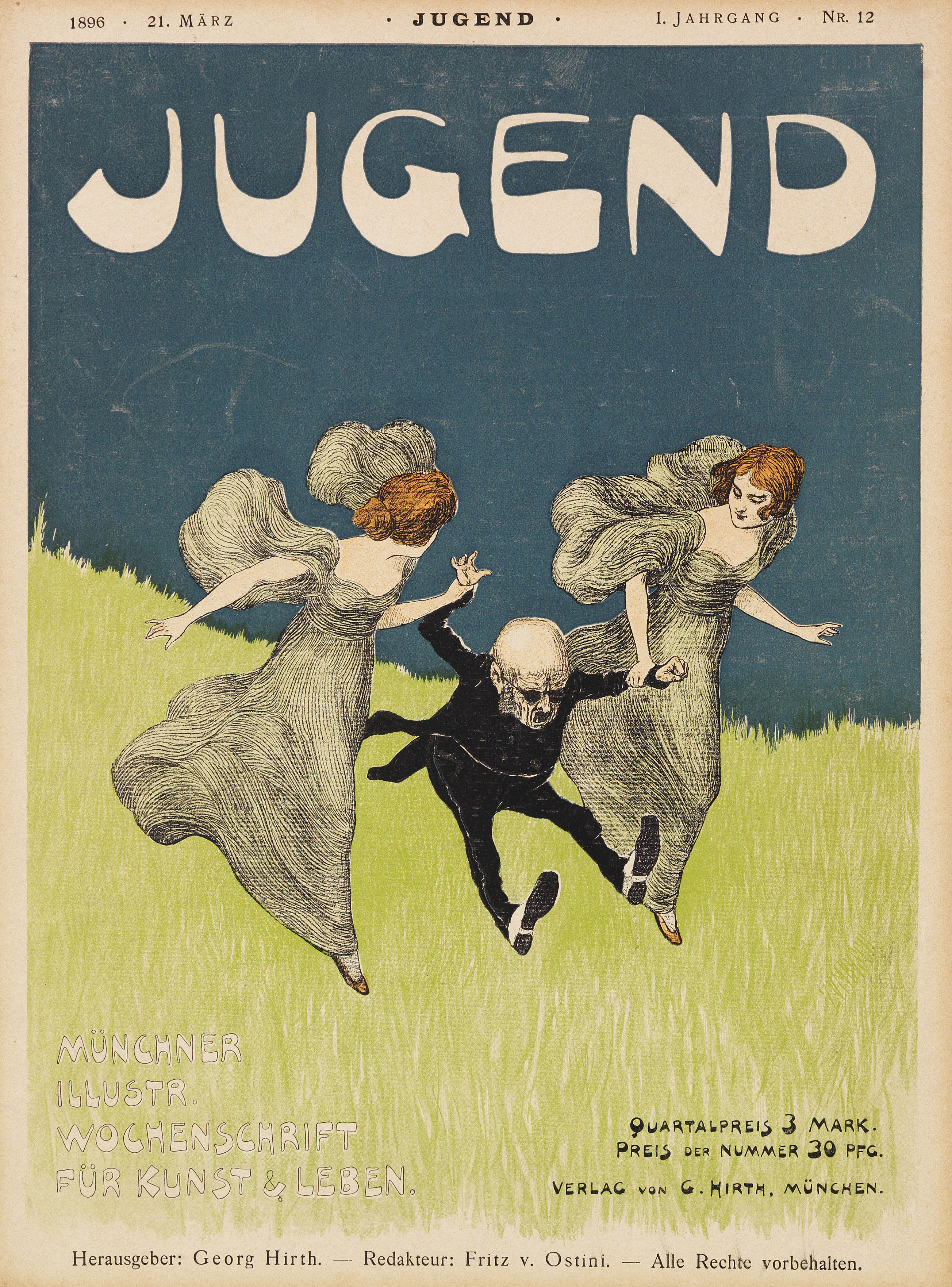
Titelblatt der Zeitschrift Jugend 1896, Nr. 12 von Ludwig von Zumbusch, für die Beutler als Redakteurin tätig war.

1902 übersiedelte Beutler nach München, nachdem Georg Hirth ihr eine Stelle als Redakteurin bei der Jugend, der für den Jugendstil namengebenden Zeitschrift, angeboten hatte. Sie zog also nach München, wo sie auch im Kabarett der Elf Scharfrichter auftreten sollte. Dem in Berlin bleibenden Mühsam überließ sie ihre ererbten Möbel. Im folgenden Jahr veröffentlichte Mühsam dann unter dem Titel Grete in der Zeitschrift Freistatt einen Text, mit dem er der vergangenen Liebesbeziehung zu Beutler in recht zweischneidiger Weise gedachte.
Um 1905 zog Beutler in das Malerdorf Etzenhausen bei Dachau und schließt eine Freundschaft mit Christian Morgenstern. Dort verliebte sie sich in Kurt Franz Georg Friedrich, einen 6 Jahre jüngeren angehenden Schriftsteller. Im Juni 1905 wurde Beutler von Friedrich schwanger und am 23. Februar 1906 wurde der Sohn Hans Florian geboren. Am 8. August 1907 werden Beutler und Friedrich in München standesamtlich getraut.
Friedrich nannte sich nach der Eheschließung kurzzeitig Friedrich-Freksa und publizierte in den folgenden Jahren als Friedrich Freksa.
1908 erschien Beutlers zweiter Gedichtband Neue Gedichte mit Unterstützung Christian Morgensterns bei Bruno Cassirer und im gleichen Jahr ihre Übersetzung der Epigramme des Clément Marot bei Georg Müller. In den Neuen Gedichten enthalten ist das Wiegenlied der roten Jule, das bis heute in Anthologien erscheint.
Wie in Berlin, so war Beutler auch in München Teil der Bohèmekultur und der naturalistischen Kreise. Zu ihren Freunden gehörten unter anderen Frank Wedekind und Michael Georg Conrad.
1911 erschien ihr dritter und letzter Gedichtband Leb’ wohl, Bohème! bei Georg Müller. Im Titelgedicht am Ende des Bandes deutet sie an, sich vom leicht-lockeren Bohème-Leben mit seinen Cabaret-Gedichten ab- und sich ernsteren, gedanklicheren Bestrebungen zuwenden zu wollen:
Müde ward ich nunmehr der Torheit in dunstigen Schenken,

Und ich frage mich oft: Wie nur ertrugst du den Lärm,

Wie ertrugst du so lang die Luft jener stickigen Stuben,

Wo in Becher der Lust heimliche Tränen gemischt?

Und der emsigen Schar auf flinken Schiffen vergleichbar,

Die in eilender Hast giftigen Küsten entflieht,

Und ihr kostbarstes Gut in reinere Lande sich rettet,

Segelt ballastbeschwert – Sehnsucht geht mit ihm an Bord,

Liebe kürzt ihm den Weg – das tüchtige Volk der Gedanken,

Den Gefilden des Geists dürstend und hoffnungsvoll zu:

Dort in Ehrfurcht gesellt dem einen, dem anderen Meister

Atmet es freiere Luft, sieht es ein würdiger’ Ziel!
Tatsächlich plant sie zwar noch einen Dramenzyklus, es erscheint jedoch nur noch 1913 Das Lied des Todes, ein Versdrama in 5 Akten, danach nur noch zwei kurze Erzählungen im Simplicissimus, zuletzt im April 1933. Da sie unter dem Nationalsozialismus der Reichsschrifttumskammer nicht beitritt, sind ihr spätere Veröffentlichungen nicht mehr möglich.
Die Ehe mit Freksa stand derweil unter keinem guten Stern. Zwar wurde Freksas Theaterstück Ninon de l'Enclos, über die berühmte Kurtisane am Hof Ludwigs XIV., 1907 mit großem Erfolg in München uraufgeführt und Freksa war als Autor auch fortan produktiv und durchaus erfolgreich, das von seinem Vater 1913 ererbte erhebliche Vermögen verlor er jedoch wieder binnen einen Jahres durch verfehlte Spekulationen und einen aufwändigen Lebensstil. Geldsorgen und die Pflege der beiden Kinder wurden daher zu einer Belastung für Beutler. Ein weiteres Gedicht aus Leb’ wohl, Bohème! hat den Titel Die Bürde:
Auf meiner Seele liegt ein grauer Herd,

Ein schwerer grauer Herd mit vielen Töpfen,

Auf meiner Seele liegt ein breites Schwert,

Am Griff verziert mit runden Knabenköpfen

Und einer Inschrift: „Weiber müssen dulden“!

Auf meiner Seele liegt ein Sack voll Schulden,

Und auf ihr liegt – o Gott! – ein Männermagen!

Ja, kann denn eine Seele so viel tragen?
Nachdem ihr Mann 1918 aus dem Ersten Weltkrieg zurückgekehrt ist, arbeitete Beutler als Redakteurin und Lektorin bei der von Freksa gegründeten Zeitschrift Phosphor. Da sie mit der zunehmend nationalistischen und antisemitischen Tendenz nicht einverstanden war, beendete sie ihre Mitarbeit nach 1½ Jahren. Kurz darauf wurde das Erscheinen der Zeitschrift eingestellt.
1925 spitzte sich die Ehekrise zu und Beutler trennte sich von ihrem Mann. 1939 wurde die Ehe geschieden. Mit den Mündelgeldern ihres Sohnes hatte sie in den 1920er Jahren ein kleines Blockhaus in Seeheim am Starnberger See gekauft, das „Häusel“, das in den folgenden Jahrzehnten zu ihrem Refugium wurde. Dort lebte sie in ärmlichen Verhältnissen von gelegentlichen Übersetzungsarbeiten, von ihren beiden Söhnen unterstützt, soweit das in der Zeit des Zweiten Weltkriegs und der Nachkriegszeit möglich war.
Im Frühjahr 1949 wurde Beutler gebrechlich und krank und konnte nicht mehr länger allein in ihrem „Häusel“ wohnen. Ihre Söhne brachten sie in Gammertingen unter, wo sie im Alter von 73 Jahren am 3. Juni 1949 im Kurhaus Zollernalb an Herzversagen starb.

## Rezeption
Bis Anfang der 2020er Jahre war Margarete Beutler weitgehend vergessen. Eine Ausgabe bislang unveröffentlichter Erzählungen im AvivA Verlag und die Ausstellung Frei Leben! Die Frauen der Boheme 1890-1920 (1. Juli 2022 bis 14. Januar 2024) der Monacensia in München, die neben Franziska zu Reventlow und Emmy Hennings auch   Margarete Beutler gewidmet war, waren erste Schritte zu einer Wiederentdeckung. Der Ausstellungsband enthält eine Reihe von Texten Beutlers.
Dass ihr Nachlass nicht verloren ging, ist Beutlers Enkel Martin Friedrich-Freksa zu danken, der beim Ausräumen des Hauses seiner Eltern in Tübingen, als es 1985 verkauft werden sollte, auf dem Dachboden zwei große Kartons fand, deren Inhalt sich als der umfangreichen Nachlass seiner Großmutter herausstellte.
Der Nachlass enthält bis heute weitgehend unveröffentlichtes Material: Lyrik (200 Gedichte) und Prosa (50 Erzählungen und ein Romanfragment), sieben Theaterstücke, darunter Die Kätterle von Leonberg, in der Beutler die Geschichte der Katharina Kepler behandelt, der Mutter von Johannes Kepler, die man der Hexerei angeklagt hatte, und Das Lächeln der Frau Li, dessen Handlung auf eine altchinesische Legende zurückgeht, sowie ein vollständiges Opernlibretto, daneben noch Briefe, Rezensionen und einige Fotografien.

## Name
Nach der Heirat mit Beutler nannte sich Kurt Franz Georg Friedrich kurzzeitig Friedrich-Freksa. Der Grund für die Ankopplung des Namens Freksa ist unklar. Beutler koppelte den Namen Freksa an, ihr Ehename war also Beutler-Freksa, sie publizierte aber weiter als Margarete Beutler. Der gemeinsame Sohn Hans Florian trug inoffiziell den Namen Friedrich-Freksa, der erst 1967 für ihn und seine Familie amtlich gemacht wurde.
Weiterhin wurde über lange Zeit Beutler mit der Breslauer Gynäkologin Margarete Friedrich verwechselt, die unter dem Namen Margit Friedrich auch literarisch tätig war. Die Verwirrung geht mit ziemlicher Sicherheit auf entsprechende Einträge in Kürschners Deutscher Literatur-Kalender ab Mitte der 1930er-Jahre zurück. Der Katalog der DNB ordnet Beutler noch heute Werke von Margarete Friedrich zu.

## Bibliographie
- Gedichte. Lilienthal, Berlin 1902.
- Neue Gedichte. Cassirer, Berlin 1908.
- Leb wohl, Bohème! Ein Gedichtbuch. Georg Müller, München 1911.
- Das Lied des Todes. Versdrama. Georg Müller, München und Leipzig 1913.

Unselbständige Veröffentlichungen:
- Aus dem Privatlehrerinnenseminar Berlin W. In: Berliner Leben, Ausgabe 3, 1900, Heft 4, S. 69f.
- Ludmilla, die Unverwüstliche, und ihr Paradies für Neuromantiker. In: Simplicissimus. Heft 50, 34. Jahrgang, 10. März 1930, S. 606
- Heldenmaß. In: Simplicissimus.  Heft 1, 38. Jahrgang, 1. April 1933, S. 11.

Postume Sammlungen:
- Ich träumte, ich hätte einen Wetterhahn geheiratet. Erzählungen aus dem Nachlass. Hrsg. von Winfried Siebert und Martin Freska, mit einem Vorwort von Winfried Siebert. AvivA Verlag, Berlin 2021, ISBN 978-3-932338-95-3 (Verlagsseite).
- Anke Buettner, Laura Mokrohs, Sylvia Schütz: Frei leben! : Frauen der Boheme 1890-1920. Verbrecher Verlag 2022, ISBN 978-3-95732-546-4 (darin enthalten: Selbstbiografie; Die Schachpartie; Fremdes Volk in meinem Königreich?; „Die Liebe stellte mich auf einen Hügel“; Erlauben Sie – das soll ein gewöhnliches Frühstück sein?; Im Tanzlokal; Sonntagsmorgen).

Übersetzungen:
- Epigramme des Clément Marot. Georg Müller, München 1908. Neuausgabe: Epigramme des Clément Marot. Illustriert von Ursula Mattheuer-Neustädt. Müller & Kiepenheuer, Hanau 1967.
- Mitarbeit an: Molière: Sämtliche Werke in 6 Bänden. München 1917.

als Herausgeberin:
- Hans Jakob Christoffel von Grimmelshausen: Trutz-Simplex oder Ausführliche und wunderseltsame Lebensbeschreibung der Erzbetrügerin Landstörzerin Courage. Rösl & Cie, München 1921.